# Programa Nacional de Educación Sexual Integral
El Programa Nacional de Educación Sexual Integral fue creado por la ley N° 26.150 del año 2006, en el ámbito del Ministerio de Educación de Argentina con el objetivo de generar las acciones necesarias para garantizar el derecho de estudiantes a recibir educación sexual integral en todos los establecimientos educativos del país, de gestión estatal y privada, en todos los niveles y modalidades. Asimismo, el programa brinda recursos para trabajar tanto en los diferentes niveles educativos como en la formación docente, educación especial, familias y jóvenes adultos, entre otros.

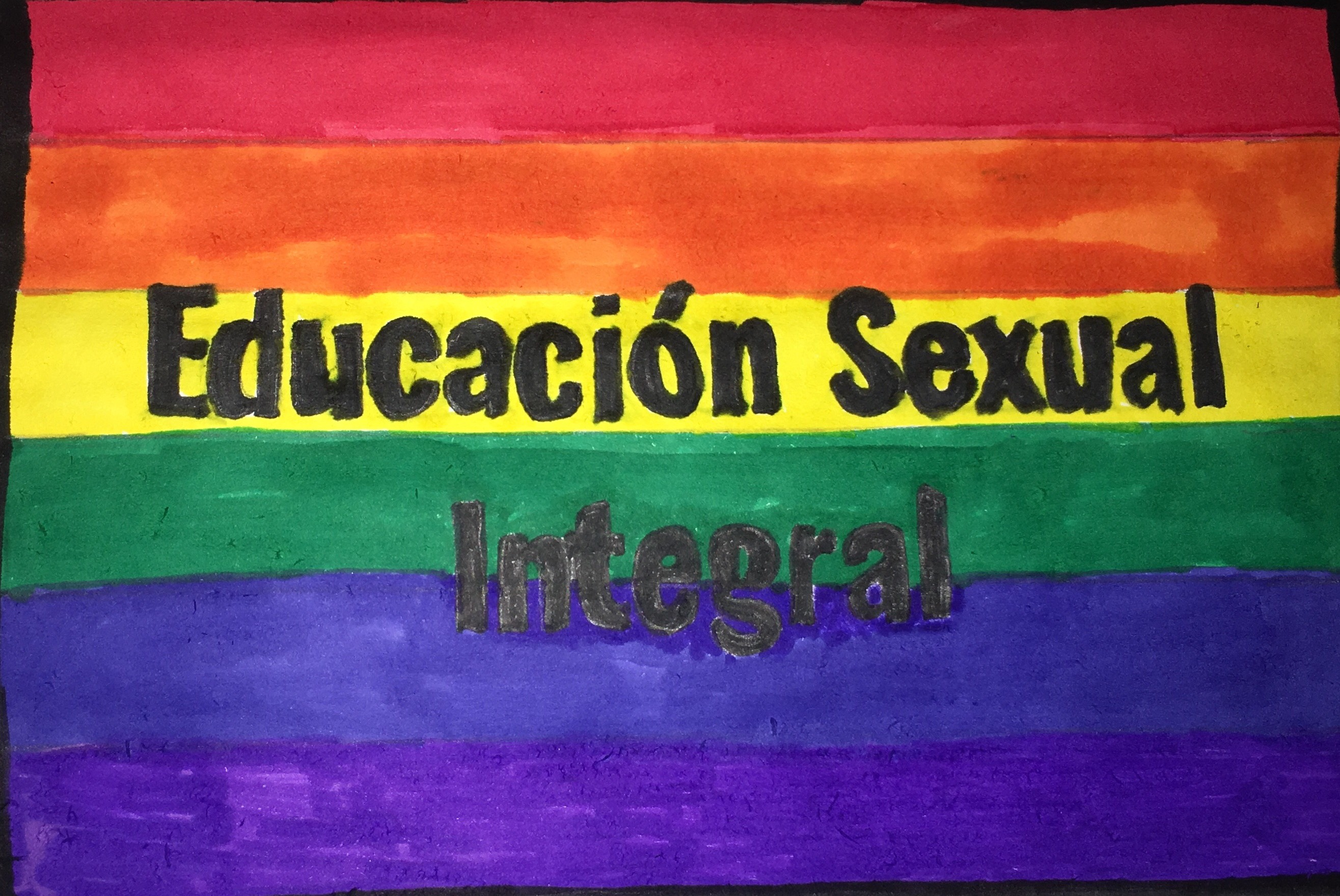
Educación Sexual Integral.

## Perspectiva
Se entiende por Educación Sexual Integral aquella que articula aspectos biológicos, psicológicos, sociales, culturales, afectivos, éticos y jurídicos.
A fin de alcanzar dicha integralidad el Programa Nacional de ESI creó una herramienta para poder evaluar en qué medida cada propuesta se realiza desde esta perspectiva: los ejes de la ESI. Estos son: 
- Reconocer la perspectiva de género[3]
- Respetar la diversidad[4]
- Valorar la afectividad
- Ejercer nuestros derechos[5]
- Cuidar el cuerpo y la salud

Los 5 ejes de la ESI se vinculan a partir de la reflexión, la apertura y la construcción colectiva de los distintos conceptos que abordan.
Implica que los espacios educativos generen instancias sistemáticas de enseñanza y aprendizaje que aseguren contenidos adecuados a las edades de niños, niñas y adolescentes en las distintas áreas curriculares. En la educación sexual, desde una perspectiva integral, el plano de lo afectivo se vuelve fundamental en las prácticas concretas de la formación.
Las principales críticas y observaciones sobre la implementación del programa surgen en torno al desfinanciamiento, dificultades en la difusión, falta de trabajo integral con la comunidad educativa y de distribución de materiales como política estatal.

## Historia

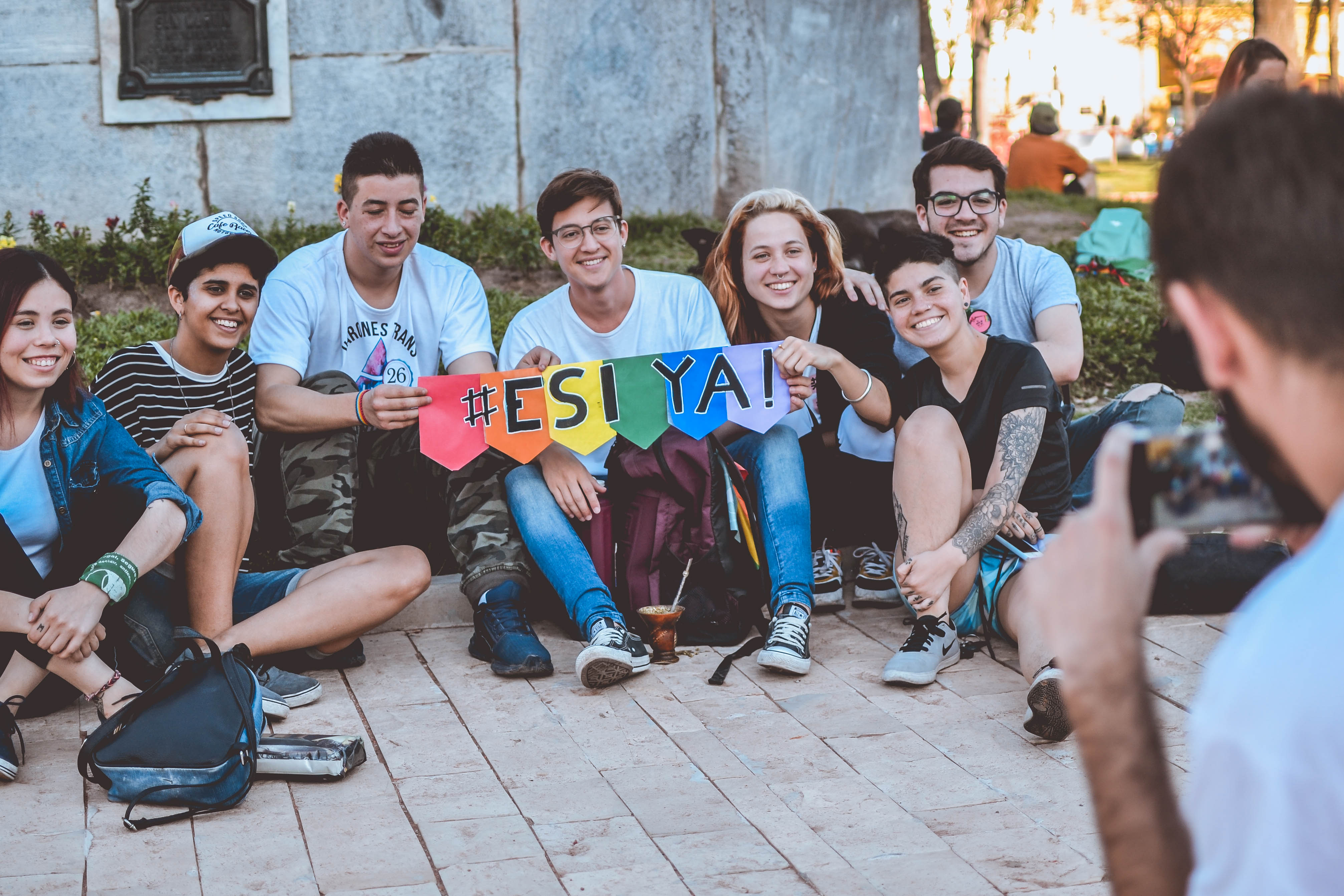
Estudiantazo por la ESI - Frente ESI Santa Fe

El programa surge a partir de la sanción de la Ley 26.150 de Educación Sexual Integral (ESI) en el año 2006 que establece la responsabilidad del Estado de garantizar el derecho de los niños, niñas y adolescentes a recibir educación sexual integral (ESI) en todos los establecimientos educativos públicos de gestión estatal y privada, desde los niveles de educación inicial hasta la formación docente. Los objetivos de la Ley para el Programa Nacional son:
- Incorporar la educación sexual integral dentro de las propuestas educativas orientadas a la formación armónica equilibrada y permanente de las personas.
- Asegurar la transmisión de conocimientos pertinentes precisos y confiables y actualizados sobre los distintos aspectos involucrados en la educación sexual integral.
- Promover actitudes responsables ante la sexualidad.
- Prevenir los problemas relacionados con la salud en general y la salud sexual y reproductiva en particular.
- Procurar igualdad de trato y oportunidades para hombres y mujeres.

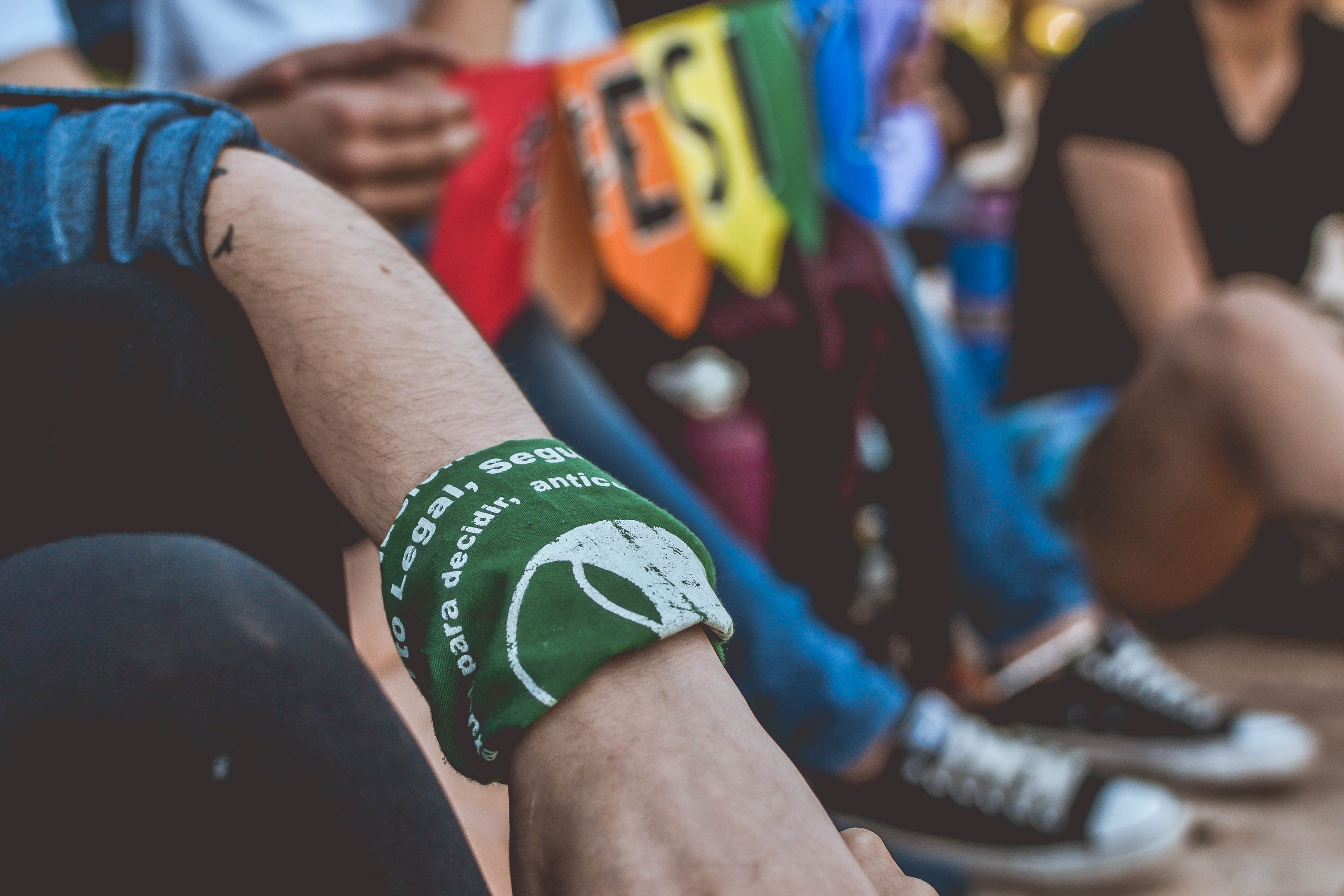
Manifestación colectiva de los centros de estudiantes y el Frente en defensa de la ESI, en Santa Fe, octubre de 2019.

La importancia de no confundir un vínculo de amor y respeto con uno de atracción sexual.

Durante los años siguientes se elaboró el documento “Lineamientos Curriculares para la Educación Sexual Integral”, que fue aprobado en mayo de 2008 por el Consejo Federal de Educación. El Programa de Educación Sexual Integral realiza recursos y herramientas con información científicamente validada. Para cumplir con la reglamentación, ese mismo año, se diseñó un curso virtual que estuvo dirigido a docentes de escuelas secundarias y en los años que siguieron se sumaron los demás niveles educativos. El curso tenía cuatro módulos: 1- Introducción a la sexualidad y educación sexual integral; 2- Infancias, adolescencias y derechos; 3- Salud, sexualidad y prevención; 4- Educación sexual integral en la escuela.
En el año 2015 se sancionó la Ley 27.234, de «Jornadas Educar en Igualdad» para erradicar la violencia contra las mujeres. El Programa Nacional implementó acciones para dar cumplimiento a dicha normativa elaborando y distribuyendo las cartillas para las «Jornada Nacional Educar en Igualdad. Prevención y erradicación de la violencia de género. Orientaciones para las instituciones educativas».
A partir del año 2017 el Programa forma parte del Plan Nacional de Disminución del Embarazo no intencional en la Adolescencia, junto con los Ministerios de Salud y Desarrollo Social. En ese marco, se realizan capacitaciones en la temática específica a docentes de escuelas secundarias. Considerando los índices de embarazos en adolescentes entre los 15 y 19 años, teniendo como objetivo ampliar el radio de cobertura nacional para el 2019.
En el año 2018, el Consejo Federal de Educación establece mediante la Resolución 340/18 los Núcleos de Aprendizaje Prioritarios (NAP) de la ESI para cada nivel educativo, ante la necesidad de garantizar la integralidad del enfoque en todas las jurisdicciones y el efectivo abordaje de los cinco ejes conceptuales.
Desde la sanción de la Ley 26150 numerosas leyes conexas fueron sancionadas, ampliando derechos en este campo y colocando a la ESI ante el desafío de revisarse y ampliar sus marcos de referencia. Entre ellas destacan: 
- La Ley 27499 sancionada en diciembre de 2018, más conocida como Ley Micaela, que establecese la capacitación obligatoria en la temática de género y violencia contra las mujeres para todas las personas que se desempeñen en la función pública en todos sus niveles y jerarquías en los poderes Ejecutivo, Legislativo y Judicial de la Nación.[23] La promulgación de esta Ley fue el resultado de la movilización social tras el femicidio de la adolescente Micaela García en 2017.
- La Ley 27610 sancionada en diciembre de 2020, que regula el acceso a la interrupción voluntaria del embarazo y a la atención post-aborto.[24]

## Acciones

### Educación sexual en las aulas
Las escuelas como espacios de enseñanza y aprendizaje desprenden distintas áreas curriculares con base en las edades de los niños y niñas; una de ellas es la educación sexual integral, que demanda un trabajo para promover aprendizajes desde un punto de vista cognitivo y también afectivo, y en las prácticas concretas vinculadas con el vivir en sociedad.
Algunos de los fenómenos a tratar por la ESI son los EMPA (embarazos, maternidades y paternidades en la adolescencia) constituyen una problemática que debe atender la política pública y los sistemas educativos en conjunto. Se profundizan en los sectores sociales más vulnerables. Una de las políticas públicas que toma uno de los ejes de la ESI con respecto a los derechos de género es La Ley Nacional 25.584 que sanciona la discriminación de alumnas embarazadas y alumnas madres.
Dicho programa, se enfocó en el desarrollo de estrategias específicas para ser implementadas en cada Nivel educativo, y facilitar su implementación, de acuerdo con los principios de la Ley y los contenidos aprobados. Se elaboraron materiales de sensibilización para hacer conocer la Ley y se distribuyeron los lineamientos curriculares en todas las jurisdicciones. Se produjeron y se distribuyeron cuadernos con contenidos y propuestas para los niveles inicial, primario y secundario. Se elaboraron láminas didácticas para el aula, como complementos de los textos, así como también materiales específicos para las diferentes modalidades.
Se diseñaron capacitaciones docentes, presenciales y virtuales con el fin de multiplicar saberes y brindar herramientas a los docentes.

### El desarrollo curricular (los materiales de la ESI)
Producciones que se han enviado a las escuelas, en formato papel y también están disponibles online para todas y todos los docentes del país. Dicho material tiene el objetivo de facilitar y dar herramientas al trabajo pedagógico. Los materiales:
- Los lineamientos curriculares, que constituyen un camino normativo y orientan  el camino pedagógico.[31]
- Los cuadernos para el aula, los cuales poseen conceptualizaciones, marco teórico y propuestas de secuencias didácticas; para Nivel Inicial,[32] Nivel Primario[33] y Nivel Secundario.[34]
- Las láminas, materiales para su uso directo en las aulas en momentos determinados.
- Trípticos, materiales que tienen impresos aspectos clave de la ESI.
- Colecciones online en el portal Educ.Ar  Para conocer la producción de materiales en orden cronológico se puede consultar esta línea de tiempo elaborada por el OFESI.

### Plan Nacional de Prevención del Embarazo no Intencional en la Adolescencia (ENIA)
En 2017 la Presidencia de la Nación puso en marcha el Plan Nacional de Prevención del Embarazo no Intencional en la Adolescencia (Plan ENIA), iniciativa que articula los esfuerzos de los Ministerios de Salud y Desarrollo Social y de Educación, Cultura, Ciencia y Tecnología con el objetivo de prevenir los embarazos no intencionales que afectan principalmente a niñas y adolescentes de sectores en situación de mayor vulnerabilidad familiar y social. Estos embarazos impiden a muchas de ellas continuar sus estudios e incorporarse al mercado laboral, y afectan sus oportunidades de desarrollo personal en otras dimensiones de sus proyectos de vida.
Basándose en evidencia nacional y en el análisis de las experiencias de países que han encarado con éxito la tarea de reducir el embarazo no intencional en mujeres menores de 19 años, se priorizaron cuatro objetivos estratégicos, uno de los cuales es “potenciar las decisiones informadas de las/los adolescentes para el ejercicio de sus derechos sexuales y reproductivos”. En este marco, la expansión y el fortalecimiento de la Educación Sexual Integral (ESI) es una herramienta fundamental para el Plan ENIA.

### Educación Sexual Integral
La sexualidad “es un aspecto central del ser humano, presente a lo largo de toda su vida. Abarca al sexo, las identidades y los papeles de género, el erotismo, el placer, la intimidad, la reproducción y la orientación sexual” (OMS, 2006). La sexualidad en personas con discapacidad es un tema lleno de prejuicios, muchas veces con poca información y que frecuentemente se trata en el seno de la casa.
Acorde con el Programa Nacional de Educación Sexual Integral que rige en Argentina, "Todos los educandos tienen derecho a recibir educación sexual integral en los establecimientos educativos públicos, de gestión estatal y privada de las jurisdicciones nacional, provincial, de la Ciudad Autónoma de Buenos Aires y municipal."
Las personas con discapacidad, como ciudadanos, tienen derecho al acceso a información sobre educación sexual. Es importante hablar acerca de las responsabilidades y consecuencias de una vida sexual activa con todas las personas sin ningún tipo de discriminación. Por lo tanto, es fundamental recibir información sobre menstruación, embarazo, masturbación, métodos anticonceptivos, y las infecciones transmitidas sexualmente y los sentimientos o emociones relacionadas con las relaciones sexuales entre otros temas. La información nos ayuda a tomar mejores decisiones, sin que la persona pueda sentirse presionada para hacer algo antes de estar preparada para ello. La comunicación abierta y la información que brinden los padres aumentan las probabilidades de que los adolescentes usen los métodos apropiados de control de la natalidad una vez que comiencen su vida sexual activa.
Finalmente, profesionales de la salud, docentes y toda la comunidad deben conocer los derechos de las personas con discapacidad y respetar su derecho a la intimidad.

## Puertas de entrada a la educación sexual integral
Existen distintas formas de acercarse al trabajo de la ESI dentro de la institución y que involucran a los diferentes actores de la comunidad educativa.

### La reflexión sobre nosotros mismos
Plantea la necesidad de que todos los docentes revisen su historia escolar a fin de identificar miedos, vergüenzas y prejuicios que los interpelen a la hora de abordar la ESI. Desde un punto de vista pedagógico-didáctico, Epstein y Johnson (2000) proponen reflexionar en torno a los procesos de autonarración, es decir, a las maneras en que uno se cuenta a sí mismo y a los demás, las versiones identitarias propias. La relevancia yace en la posibilidad de analizar y comprender cómo se producen las identidades individuales y colectivas, las dinámicas de control y resistencia que existen en los distintos ámbitos de encuentro con un otro, donde se despliegan condiciones y estructuras que habilitan a la vez que limitan las formas de significación de la sexualidad y su expresión. El objetivo es desplazar los modelos heteronormativos desde el cual nos constituimos como sujetos para crear nuevos que sean flexibles, inclusivos y respetuosos y, de esta manera, propiciar nuevos comportamientos y prácticas discursivas (o la construcción de identidades porosas, como sugiere Lobato).
Poner en palabras las dificultades para el abordaje integral de la sexualidad es esencial a la hora de transmitir contenidos validados científicamente sin vulnerar los derechos de los niños.

### La enseñanza de la ESI

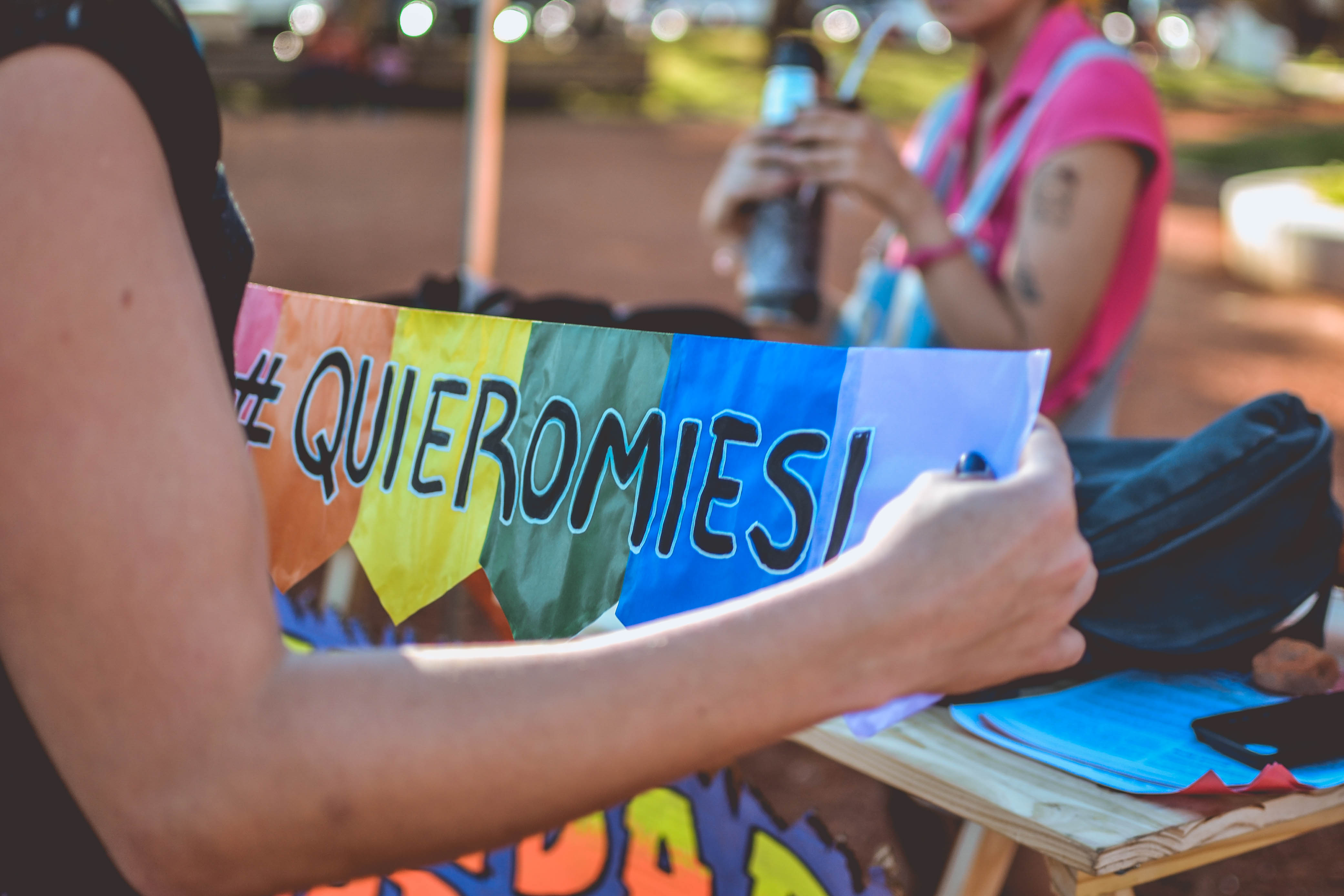
Estudiantazo por la ESI

Dimensiones fundamentales para pensar estrategias de implementación que involucren el desarrollo curricular, la organización de la vida institucional y los episodios que irrumpen en la vida escolar.
El desarrollo curricular propone un enfoque transversal en todos los niveles educativos, teniendo en cuenta diferentes disciplinas y talleres.
En cuanto a la organización de la vida institucional se hace referencia a las tareas, rituales y actividades que se llevan a cabo en la escuela que impliquen formas de relacionarnos y comunicarnos, y que transmitan visiones e ideas de la sexualidad.
Finalmente, los episodios que irrumpen en la vida escolar tienen que ver con situaciones que modifican la cotidianeidad y que por consiguiente demandan atención.

### La escuela, la familia y la comunidad, en su relación con la ESI
Necesidad fundamental de crear consensos, vínculos y estrategias entre la escuela, las familias y la comunidad para un abordaje integral. Para esto es necesario generar espacios de participación donde sea posible el diálogo, para pensar, acompañar e intervenir en conjunto entre la familia y la escuela, siendo los adolescentes los protagonistas.
La Psicóloga Emilse Quiroga en su artículo "ESI: Una obligación que empieza en las familias"  menciona que son los padres los que tienen la primera responsabilidad en la tarea de formación.  Deben asumir un papel que durante años no era abordado por ellos y reconocen que es en el núcleo íntimo de sus hogares donde los niños aprenden a  respetar, disfrutar, expresar sus experiencias de vida y por sobre todo a amar. Por otro lado, la escuela tiene la tarea no sólo de educar brindando información, sino que además ayuda  a socializar y potenciar capacidades, es garante de derechos y oportunidades. En este sentido, el docente asume su responsabilidad bajo una mirada neutral.
Faur, sostiene que es al Estado a quien le corresponde la responsabilidad de igualar las oportunidades de acceso a información de calidad y a recursos efectivos a los niños, niñas y adolescentes de todo el país, para así promover la salud de toda la población argentina. De esta manera, es un derecho que tienen los chicos del país, una responsabilidad de los adultos y una obligación del Estado. Para ello, se requiere impulsar una educación en sexualidad que pueda ser abierta, respetuosa de las ideas y opciones de los alumnos y alumnas, y que promueva tanto el conocimiento intelectual y la transmisión de información científica y confiable para el ejercicio de una sexualidad sana, segura, responsable y sin riesgos. 
Así mismo, es importante que en estos espacios de debate, haya una formación previa, de manera que podamos ser capaces de explicar que la ley prevé la necesidad de vincular más estrechamente la escuela y la familia, porque ellas deben estar incluidas.
Los programas de los EMPA (Los embarazos, maternidades y paternidades en la adolescencia) permiten visualizar problemáticas.

## La ESI en tiempos de pandemia
Dado que en el contexto de aislamiento obligatorio, han aumentado los casos de abuso, de maltrato infantil y de violencia de género, los contenidos de la ESI resultan  prioritarios en cuarentena. Por ello, para acercar recursos se han realizado las siguientes acciones:
- especialistas han realizado numerosos webinars gratuitos.
- diversas instituciones dedicadas a la formación de formadores han elaborado fichas de actividades.[59]
- distintos gobiernos provinciales han puesto a disposición de docentes y familias materiales sobre la temática como guías orientativas y recurseros.[60]
- desarrollo de semanas o días especiales dedicados a la ESI  en las instituciones educativas previstas en el Calendario Escolar.[61]